# Pădurea Teșila
Pădurea Teșila este o arie naturală protejată ce corespunde categoriei a IV-a IUCN (rezervație naturală de tip floristic), situată pe raza comunelor Schitu și Izvoarele, în județul Giurgiu.

## Localizare
Aria protejată se află la o distanță de 22 km de municipiul Giurgiu, la 30 km de Parcul Natural Comana și 55 km de municipiul București.Aceasta este formată din 3 trupuri de pădure, despărțite de drumul național DN5B și drumul județean 505 (DN5B - Chiriacu). 

## Înființare
Rezervația naturală Pădurea Teșila a fost declarată arie naturală protejată prin Legea nr. 5 din 6 martie 2000 privind aprobarea Planului de amenajare a teritoriului național - Secțiunea a III-a - zone protejate, având o suprafață de 52,5 ha.

## Biodiversitate
Vegetația este compusă din Quercus robur (stejar - 1%), Q.cerris (cer - 40%), Q.pubescens (stejar pufos), Q.pedunculiflora (stejar brumariu - 5%), Acer tataricum (arțar tătărăsc), A.campestre (jugastru), Pirus pyraster (păr pădureț), Robinia pseudacacia (salcâm - 25%), Rosa canina (măceș), Ligustrum vulgare (lemn câinesc), Cornus sanguinea (sânger), Poa pratensis (firuța), Rubus caesius (mur), Festuca rubra (păiuș roșu), Carex gracilis (rogoz), Agrostis alba (iarba câmpului) și bujor românesc (Paeonia peregrina Mill. var. romanica) .
Fauna este reprezentată de Phasianus colchicus (fazan), Perdix perdix (potârniche), Anser albifrons (gârlița mare), Anas plathyrinchos (rața mare), Coturnix coturnix (prepelița), Scolopax rusticola (sitar), Corvus corone cornix (cioara grivă), Capreolus capreolus (căprior), Sus scrofa (mistreț), Lepus europaeus (iepure de câmp), Vulpes vulpes (vulpe roșie), Felis silvestris    (pisica sălbatică), Meles meles (bursuc).